# 로런스 올리펀트
로런스 올리펀트(Laurence Oliphant, 1829년 8월 3일~1888년 12월 23일)는 영국의 작가, 여행작가, 외교관, 신비주의자이다.
1870년에 출판된 풍자소설 《디카딜리》(Piccadilly)의 작가로 알려져 있지만, 말년에는 심령주의 선지자인 토머스 레이크 해리스의 영향을 받았다.

## 생애
로런스는 아버지 앤서니 올리펀트 경(Sir Anthony Oliphant, 1793년 – 1859년)의 독자였다. 스코틀랜드의 지주 계급이었지만, 1829년에 로런스가 탄생했을 때, 아버지는 케이프 식민지의 법무장관(attorney-general)이었다. 8살 때 어머니 마리아와 함께 영국으로 일단 귀국했다. 아버지는 그 즉시 대법원장으로 실론으로 전근을 갔기 때문에 올리펀트도 1841년 말 실론으로 향했다. 이후 콜롬보에서 지내게 된다. 올리펀트 부자는 중국에서 30개의 차나무를 실론으로 수입하여 ‘누와라 엘리야’(Nuwara Eliya)라는 자신의 토지에서 재배한 것으로 알려져 있다. 1846년부터 1848년에 걸쳐 부모님과 함께 유럽을 여행하였다. 처음에는 캠브리지 대학에 진학할 생각이었지만, 결국 실론으로 돌아왔다. 그래서 아버지의 개인 비서로 일하기 시작했다.
1851년, 올리펀트는 당시 네팔의 재상이었던 장 바하두르 쿤와르를 따라 콜롬보에서 네팔로 갔다. 거기에서의 경험을 바탕으로 최초의 소설인 《카트만두 여행》(A Journey to Katmandu, 1852년)을 썼다. 이후 각지를 취재해 《블랙우드 매거진》, 《타임》, 《데일리 뉴스》 등에 자주 기고를 하는 기고가가 되었다.

### 러시아, 미국대륙 여행
1851년 말에 처녀작 출판을 위해 영국으로 귀국했다. 차기작 출판을 위해 러시아로 여행을 떠났다. 변장을 하고 세바스토폴에 불법 침입하여 그 결과를 흑해 〈러시아령 연안〉(The Russian Shores of the Black Sea, 1853년)으로 출판했다. 1853년부터 1861년까지 간헐적으로 엘긴 백작 제임스 브루스의 비서로 수행하며 캐나다와 미국에 동행하여, 최초의 임무로 워싱턴 DC에서 캐나다 상호 조약의 협상에 입회하여, 링컨도 만났다. 1855년 1월에 귀국, 뉴캐슬 공작과 함께 크림 전쟁 중인 터키에 갔다.
1856년 말부터 1857년에 걸쳐서는 윌리엄 워커에 의한 환 카리브 해 제국의 건설에 참여했지만, 계획은 실패했다.

### 중국, 일본
엘긴 백작이 제2차 아편 전쟁(1856년 - 1860년)의 원정군의 사령관이 되면서 올리펀트는 개인 비서로 청나라에 동행했다. 도중, 일본과의 통상 조약을 체결하기 위해 일행은 1858년 7월 30일에 상하이를 4척의 함대로 출발하여, 8월 3일(안세이 5년)에 나가사키에 도착하여, 8월 12일에는 시나가와 앞바다에 정박했다. 8월 26일에 〈영일수호통상조약〉이 체결되었다. 약 1개월 전에 〈미일수호통상조약〉이 체결되었기 때문에 협상은 비교적 순조롭게 진행되었다. 올리펀트가 이 때의 모습을 정리하여 《엘긴 경의 일본사절록》으로 출판했다. 그는 어린 시절을 보냈던 남아프리카에 네덜란드 사람이 많았기 때문에 올리펀트는 네덜란드어를 말할 수 있었다.

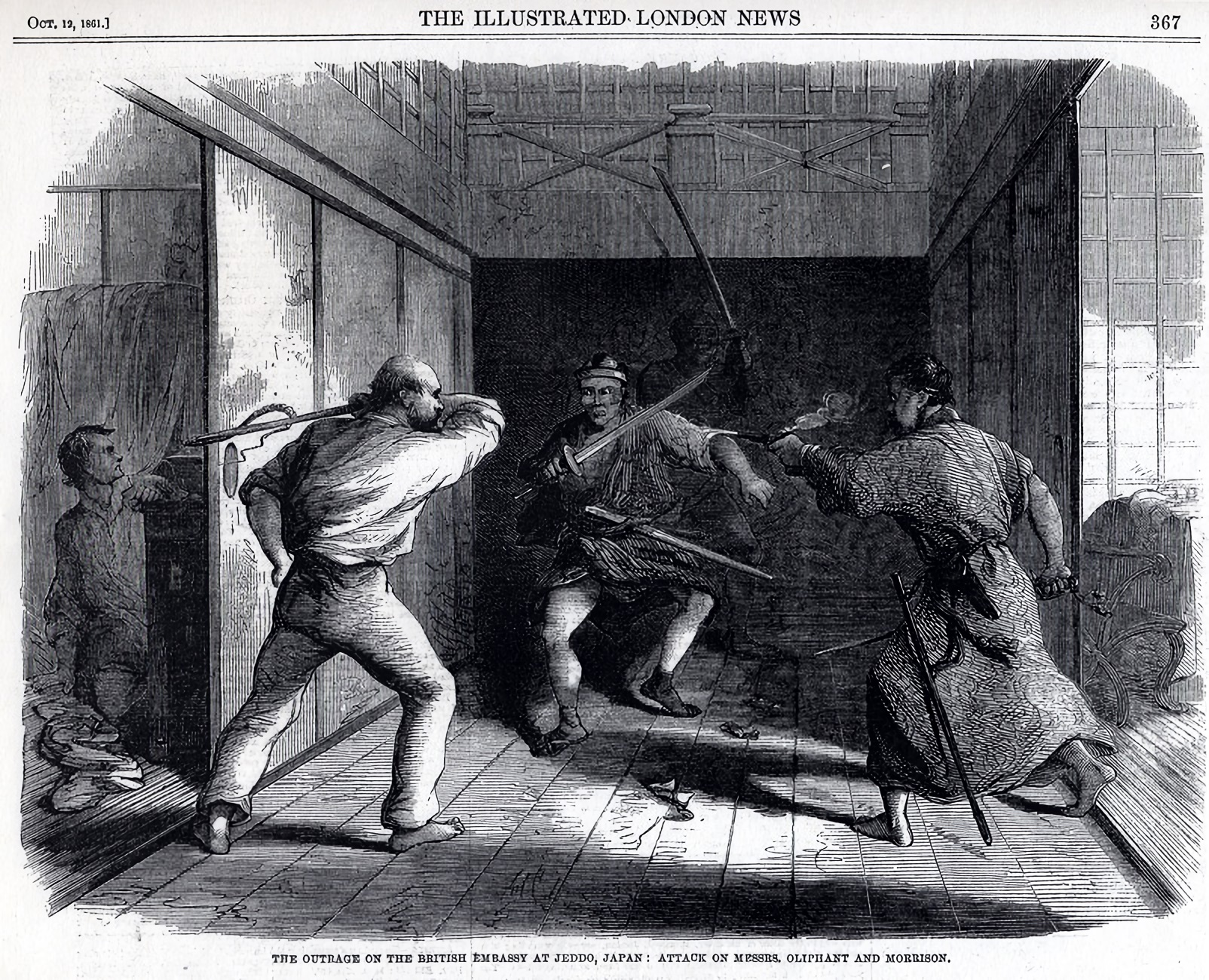
제1차 도젠지 사건, 승마용 채찍을 휘두르며 저항하는 올리펀트. 문 뒤에 숨어 있는 사람이 모리슨이다. 1861년 10월 21일 일러스트. 런던 뉴스에 실린 그림으로 이것을 그린 찰스 와그먼도 사건을 겪었다.

엘긴과 극동 방문 후 외무장관 존 러셀(초대 러셀 백작)에게 일본 근무를 희망한다고 건의하여, 31세에 일본 대사관 직원으로 임명되었다, 1861년(분큐 원년)에는 러더퍼드 올콕으로부터 재일본 영국공사관의 공사로 임명되었다. 올콕이 휴가를 다서 영국에 가 있는 동안 대리 공사를 맡을 예정이었다. 올리펀트는 1861년 6월 말에 에도에 도착했다. 7월 5일 새벽 공사관은 양이파 낭인들에게 습격을 당한 제1차 도젠지 사건이 발생했다. 권총은 여행 가방에 넣은 채로 있었기 때문에, 올리펀트는 말채찍을 집어들었다. 어둠 때문에 치명적인 타격을 받는 것은 아니었지만, 몇 군데 부상 치료를 위해 배로 보내졌다. 결국 이 사건 때문에 귀국하게 되었는데, 올리펀트에게는 중요한 임무가 주어졌다. 당시 에도 막부는 양이 운동에 시달리고 있었고, 니가타, 효고, 에도, 오사카의 개항과 개발 연기를 요청했다. 올콕은 원래 그 요청에 반대하는 입장이었지만, 8월 14일과 8월 15일에 올콕, 올리펀트, 영국동인도 함대 사령관 제임스 호프, 노중 안도 노부마사, 와카도시요리, 사카이 다만니다에 통역을 더한 비밀 회담이 열렸다. 이 자리에서 올콕은 일본의 속사정을 이해하고, 개항을 연기하는데 찬성하는 입장으로 전환하게 된다. 귀국한 올리펀트에게는 정책 변경을 영국 정부에 전달하고 동의를 얻는 역할이 주어졌다. 올리펀트는 조선에 들른 후 영국으로 귀국했다. 조선에서 러시아 군함이 마을에서 떨어진 바다를 점령하고 있는 것을 발견하고, 이들을 철수시켰다.
또한, 팔 부상이 완전히 낫지 않아 후유증이 남았다.

### 귀국과 미국 이민
1865년, 영국으로 돌아 와 하원의원으로 선출되었지만, 의원으로서 눈에 띄는 활동을 하지는 못했다.